# Tilden Park Merry-Go-Round
Le Tilden Park Merry-Go-Round est un carrousel américain dans le comté de Contra Costa, en Californie. Il est inscrit au Registre national des lieux historiques depuis le 29 septembre 1976.